# Пан Пан
Паньпань (в китайських джерелах Дяньсунь, потім Дуньсунь) — тайське князівство, що існувало приблизно в III—VII століттях в північно-західній частині Сіамської затоки, в основному на перешийку Кра, ймовірно, з центром у місті Такола.

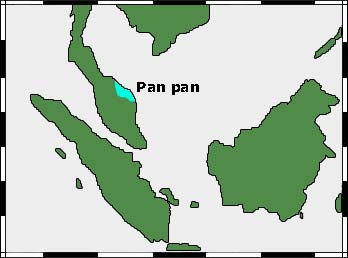
Пан Пан

Про державу відомо небагато. Припускають, що являла собою своєрідну місто-державу (торгівельну політію). За однією з теорій  сповідували вішнуїзм. 
Паньпань пізніше була завойована державою Шривіджая під проводом Дхармасету десь в 775 році н. е. Ця теорія знаходить своє підтвердження в існуванні Королівства Патані, яке займає ту ж саму область сьогодні, і яке так само відрізняється в культурі і мові від інших малайських областей, розташованих поблизу.
Паньпань посилало данину в Китай: під час Південних і Північних Династій в 529, 533, 534, 535 і 571 роках і династії Тан в 616 та 637 роках.